# Syzygium smithii
Syzygium smithii — вічнозелене дерево, яке цвіте влітку та плодоносить взимку, походить з Австралії та належить до родини миртових. Його висаджують як чагарник або живопліт, він має шорстку дерев'янисту кору, кремово-зелене гладеньке воскове листя, рожеві пагони та їстівні ягоди від білого до темно-бордового кольору. Не обрізаний, він виросте в саду приблизно 3-5 м (9,8-16,4 фута) заввишки.